# Sâyana
Sāyaṇa (c. 1315 - 1387) est un important commentateur des Veda et de la littérature affiliée. Il était également ministre à la cour de Bukka Ier (en), souverain de l'empire hindou de Vijayanagar dont le centre est situé dans l'actuel État du Karnataka, en Inde mais dont le territoire s'étendait alors jusqu'au Tamil Nadu.
Ses travaux portent notamment sur la nature de la lumière solaire.